# 37e cérémonie des Oscars
La 37e cérémonie de remise des prix des Oscars, récompensant les films sortis en 1964 aux États-Unis, a eu lieu le 5 avril 1965 au Civic Auditorium de Santa Monica (Californie).

## Cérémonie

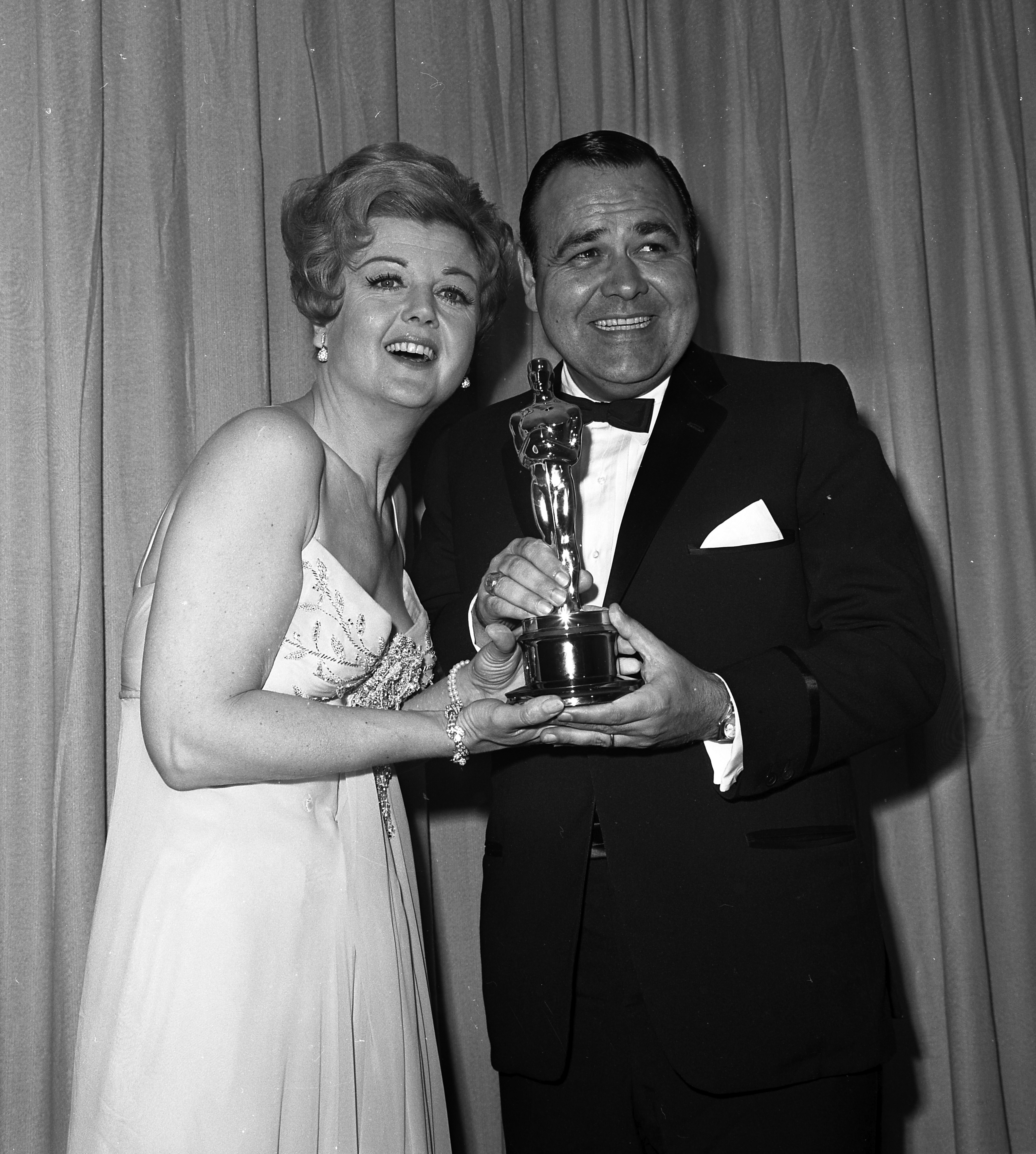
Angela Lansbury et Jonathan Winters, qui a accepté le prix au nom de Peter Ustinov.

La cérémonie a été retransmise sur ABC.
- Maitre de cérémonie : Bob Hope
- Dialoguistes : Richard Breen, Hal Kanter et Milt Rosen
- Directeur musical : John Green
- Producteur : Joe Pasternak
- Producteur de la retransmission télévisée : Richard Dunlap

## Palmarès
Les lauréats sont indiqués ci-dessous en premier de chaque catégorie et en gras.

### Meilleur film
- My Fair Lady - Jack L. Warner, producteur
  - Becket - Hal B. Wallis, producteur (G.-B.)
  - Docteur Folamour ou: comment j’ai appris à ne plus m'en faire et à aimer la bombe (Dr Strangelove or: How I Learned to Stop Worrying and Love the Bomb) - Stanley Kubrick, producteur
  - Mary Poppins - Walt Disney et Bill Walsh, producteurs
  - Zorba le Grec (Zorba the Greek) - Michael Cacoyannis, producteur

### Meilleur réalisateur
- George Cukor pour My Fair Lady
  - Michael Cacoyannis pour Zorba le Grec
  - Peter Glenville pour Becket
  - Stanley Kubrick pour Docteur Folamour ou: comment j’ai appris à ne plus m'en faire et à aimer la bombe
  - Robert Stevenson pour Mary Poppins

### Meilleur acteur
- Rex Harrison dans My Fair Lady
  - Richard Burton dans Becket
  - Peter O'Toole dans Becket
  - Anthony Quinn dans Zorba le Grec
  - Peter Sellers dans Docteur Folamour ou: comment j’ai appris à ne plus m'en faire et à aimer la bombe

### Meilleure actrice
- Julie Andrews dans Mary Poppins
  - Anne Bancroft dans Le Mangeur de citrouilles (The Pumpkin Eater) de Jack Clayton (G.-B.)
  - Sophia Loren dans Mariage à l'italienne (Matrimonio all'Italiana) de Vittorio De Sica (Italie)
  - Debbie Reynolds dans La Reine du Colorado (The Unsinkable Mollie Brown) de Charles Walters
  - Kim Stanley dans Le Rideau de brume (Seance on a Wet Afternoon) de Bryan Forbes (G.-B.)

### Meilleur acteur dans un second rôle
- Peter Ustinov dans Topkapi de Jules Dassin[1]
  - John Gielgud dans Becket
  - Stanley Holloway dans My Fair Lady
  - Edmond O'Brien dans Sept jours en mai (Seven Days in May) de John Frankenheimer
  - Lee Tracy dans Que le meilleur l'emporte (The Best Man) de Franklin J. Schaffner

### Meilleure actrice dans un second rôle
- Lila Kedrova dans Zorba le Grec
  - Gladys Cooper dans My Fair Lady
  - Edith Evans dans Mystère sur la falaise (The Chalk Garden) de Ronald Neame (G.-B.)
  - Grayson Hall dans La Nuit de l'iguane (The Night of the Iguana) de John Huston
  - Agnes Moorehead dans Chut... chut, chère Charlotte (Hush… Hush… Sweet Charlotte) de Robert Aldrich

### Meilleur scénario original
- S. H. Barnett, Peter Stone et Frank Tarloff pour Grand méchant loup appelle (Father Goose) de Ralph Nelson
  - Age, Furio Scarpelli et Mario Monicelli pour Les Camarades (I Compagni) de Mario Monicelli (Italie)
  - Jean-Paul Rappeneau, Ariane Mnouchkine, Daniel Boulanger et Philippe de Broca pour L'Homme de Rio de Philippe de Broca (France)
  - Orville H. Hampton et Raphaël Hayes pour Le Procès de Julie Richards (One Potato, Two Potato) de Larry Peerce
  - Alun Owen pour A Hard Day's Night de Richard Lester (G.-B.)

### Meilleure adaptation
- Edward Anhalt pour Becket
  - Stanley Kubrick, Peter George et Terry Southern pour Docteur Folamour ou: comment j’ai appris à ne plus m'en faire et à aimer la bombe
  - Bill Walsh et Don DaGradi pour Mary Poppins
  - Alan Jay Lerner pour My Fair Lady
  - Michael Cacoyannis pour Zorba le Grec

### Meilleure direction artistique
Noir et blanc
- Vassilis Photopoulos pour Zorba le Grec
- William Glasgow et Raphael Bretton pour Chut... chut, chère Charlotte
- George W. Davis, Hans Peters, Elliot Scott, Henry Grace et Robert R. Benton pour Les Jeux de l'amour et de la guerre (The Americanization of Emily) d'Arthur Hiller
- Stephen B. Grimes pour La Nuit de l'iguane
- Cary Odell et Edward G. Boyle pour Sept jours en mai

Couleur
- Gene Allen, Cecil Beaton et George James Hopkins pour My Fair Lady
- John Bryan, Maurice Carter, Patrick McLoughlin et Robert Cartwright pour Becket
- Jack Martin Smith, Ted Haworth, Walter M. Scott et Stuart A. Reiss pour Madame Croque-maris (What a Way to Go !) de J. Lee Thompson
- Carroll Clark, William H. Tuntke, Emile Kuri et Hal Gausman pour Mary Poppins
- George W. Davis, E. Preston Ames, Henry Grace et Hugh Hunt pour La Reine du Colorado

### Meilleurs costumes
Noir et blanc
- Dorothy Jeakins pour La Nuit de l'iguane
- Norma Koch pour Chut... chut, chère Charlotte
- Edith Head pour La Maison de Madame Adler (A House Is Not a Home) de Russell Rouse
- Howard Shoup pour Kisses for My President de Curtis Bernhardt
- René Hubert pour La Rancune (The Visit) de Bernhard Wicki

Couleur
- Cecil Beaton pour My Fair Lady
- Margaret Furse pour Becket
- Edith Head et Moss Mabry pour Madame Croque-maris
- Tony Walton pour Mary Poppins
- Morton Haack pour La Reine du Colorado

### Meilleure photographie
Noir et blanc
- Walter Lassally pour Zorba le Grec
  - Joseph F. Biroc pour Chut... chut, chère Charlotte
  - Milton R. Krasner pour Le Crash mystérieux (Fate Is the Hunter) de Ralph Nelson 
  - Philip H. Lathrop pour Les Jeux de l'amour et de la guerre
  - Gabriel Figueroa pour La Nuit de l'iguane

Couleur
- Harry Stradling Sr. pour My Fair Lady
  - Geoffrey Unsworth pour Becket
  - William H. Clothier pour Les Cheyennes (Cheyenne Autumn) de John Ford
  - Edward Colman pour Mary Poppins
  - Daniel L. Fapp pour La Reine du Colorado

### Meilleur montage
- Cotton Warburton pour Mary Poppins
  - Anne V. Coates pour Becket
  - Michael Luciano pour Chut... chut, chère Charlotte
  - Ted J. Kent pour Grand méchant loup appelle
  - William H. Ziegler pour My Fair Lady

### Meilleur son
- George R. Groves (Warner Bros. SSD) pour My Fair Lady
  - John Cox (Shepperton SSD) pour Becket
  - Waldon O. Watson (Universal City SSD) pour Grand méchant loup appelle
  - Robert O. Cook (Walt Disney SSD) pour Mary Poppins
  - Franklin Milton (MGM SSD) pour La Reine du Colorado

### Meilleurs effets sonores
- Norman Wanstall pour Goldfinger de Guy Hamilton (G.-B.)
  - Robert L. Bratton pour Pleins phares (The Lively Set) de Jack Arnold

### Meilleurs effets visuels
- Peter Ellenshaw, Hamilton Luske et Eustace Lycett pour Mary Poppins
  - Jim Danforth pour Le Cirque du docteur Lao de George Pal

### Meilleure chanson
- Richard M. Sherman et Robert B. Sherman pour Chim Chim Cher-ee dans Mary Poppins
  - Frank De Vol (musique) et Mack David (paroles) pour Hush…Hush, Sweet Charlotte dans Chut... chut, chère Charlotte
  - Henry Mancini et Ray Evans (musique) et Jay Livingston (paroles) pour Dear Heart dans Dear Heart de Delbert Mann
  - Jimmy Van Heusen (musique) et Sammy Cahn (paroles) pour Where Love Has Gone dans Rivalités (Where Love Has Gone) d’Edward Dmytryk
  - Jimmy Van Heusen (musique) et Sammy Cahn (paroles) pour My Kind of Town dans Les Sept Voleurs de Chicago (Robin and the 7 Hoods) de Gordon Douglas

### Meilleure musique de film
Musique originale
- Richard M. et Robert B. Sherman pour Mary Poppins
  - Laurence Rosenthal pour Becket
  - Frank De Vol pour Chut... chut, chère Charlotte
  - Dimitri Tiomkin pour La Chute de l'empire romain (The Fall of the Roman Empire) d’Anthony Mann
  - Henry Mancini pour La Panthère rose (The Pink Panther) de Blake Edwards

Adaptation
- André Previn pour My Fair Lady
  - Irwin Kostal pour Mary Poppins
  - George Martin pour A Hard Day's Night
  - Robert Armbruster, Léo Arnaud, Jack Elliott, Jack Hayes, Calvin Jackson et Leo Shuken pour La Reine du Colorado
  - Nelson Riddle pour Les Sept Voleurs de Chicago

### Meilleur film en langue étrangère
- Hier, aujourd'hui et demain (Ieri, Oggi e Domani) de Vittorio De Sica •  Italie
  - Le Quartier du corbeau (Kvarteret Korpen) de Bo Widerberg •  Suède
  - Les Parapluies de Cherbourg de Jacques Demy •  France
  - Sallah Shabati (סאלח שבתי) d'Ephraim Kishon •  Israël
  - La Femme des sables (砂の女) de Hiroshi Teshigahara •  Japon

### Meilleur long métrage documentaire
- Le Monde sans soleil de Jacques-Yves Cousteau (France)
  - 14-18 de Jean Aurel
  - Alleman de Bert Haanstra
  - La Vie extraordinaire de Winston Churchill (The Finest Hours) de Peter Baylis
  - Four Days in November de Mel Stuart

### Meilleur court métrage (prises de vues réelles)
- Casals Conducts: 1964 produit par Edward Schreiber
  - Help! My Snowman's Burning Down produit par Carson Davidson
  - The Legend of Jimmy Blue Eyes produit par Robert Clouse

### Meilleur court métrage (documentaire)
- Nine from Little Rock produit par Guggenheim Prod.
  - 140 Days Under the World produit par Geoffrey Scott et Oxley Hughan
  - Breaking the Habit produit par Henry Jacobs et John Korty
  - Children Without produit par Guggenheim Productions
  - Eskimo Artist: Kenojuak (en) produit par l'Office national du film du Canada

### Meilleur court métrage (animation)
- La Vie en Rose produit par David H. Depatie et Friz Freleng
  - Caprice de Noël (en) produit par l'Office national du film du Canada
  - How to Avoid Friendship produit par William L. Snyder
  - Nudnik #2 produit par William L. Snyder

## Oscars spéciaux

### Meilleur maquillage
Décerné pour la première fois, de manière exceptionnelle, 17 ans avant la mise en place définitive de l'Oscar du meilleur maquillage.
- William Tuttle pour Le Cirque du docteur Lao (7 Faces of Dr. Lao) de George Pal

### Oscar d'honneur
- Petro Vlahos, Wadsworth E. Pohl et Ub Iwerks pour leurs avancées dans le domaine de la technique cinématographique

## Oscars scientifiques et techniques

### Oscars scientifiques et d'ingénierie
- Pierre Angénieux pour la mise au point du zoom Lens ten-to-one
- Sidney P. Solow, Edward H. Reichard, Carl W. Hauge et Job Sanderson (Consolidated Film Industries) pour la mise au point d’une imprimante automatique sur pellicule 35 mm composite

### Oscars pour une contribution technique
- Stewart Filmscreen Corp pour la mise au point de la méthode de l’écran bleu
- Milton Forman, Richard B. Glickman et Daniel J. Pearlman (ColorTran Industries) pour la création d’un photographie à base de lampe à quartz iodées
- Anthony Paglia (20th Century-Fox Studio Mechanical Effects Dept.) pour la méthode d’Explosion Flash Effects
- Edward H. Reichard et Carl W. Hauge (Consolidated Film Industries) pour la mise au point du Proximity Cue Detector
- Edward H. Reichard, Leonard L. Sokolow et Carl W. Hauge (Consolidated Film Industries) pour la création d’un  laboratoire de développement de film noir et blanc pour des scènes en procédé stroboscopique
- Nelson Tyler pour la mise au point d’une caméra hélicoptère

## Statistiques

### Récompenses
8 Oscars
- My Fair Lady

5 Oscars
- Mary Poppins

3 Oscars
- Zorba le Grec

1 Oscar
- Becket
- Goldfinger
- Grand méchant loup appelle
- Hier, aujourd'hui et demain
- La Nuit de l'iguane
- Topkapi

### Nominations
| 13 nominations - Mary Poppins 12 nominations - Becket - My Fair Lady 7 nominations - Chut... chut, chère Charlotte - Zorba le Grec 5 nominations - La Reine du Colorado 4 nominations - Docteur Folamour ou: comment j’ai appris à ne plus m'en faire et à aimer la bombe - La Nuit de l'iguane 3 nominations - Grand méchant loup appelle 2 nominations - Les Jeux de l'amour et de la guerre - Madame Croque-maris - A Hard Day's Night - Sept jours en mai - Les Sept Voleurs de Chicago | 1 nomination - Les Camarades - Le Crash mystérieux - Les Cheyennes - La Panthère rose - Le Cirque du docteur Lao - Dear Heart - La Femme des sables - Goldfinger - Hier, aujourd'hui et demain - L'Homme de Rio - Kisses for My President - La Maison de Madame Adler - Le Mangeur de citrouilles - Mariage à l'italienne - Mystère sur la falaise - La Panthère rose - Les Parapluies de Cherbourg - Pleins phares - Le Procès de Julie Richards - Le Quartier du corbeau - Que le meilleur l'emporte - La Rancune - Le Rideau de brume - Rivalités - Sallah Shabati - Topkapi |